# Mego Corporation
La Mego Corporation è un'azienda statunitense produttrice di giocattoli che ha dominato il mercato delle action figure per gran parte degli anni settanta, realizzando personaggi da 8 pollici (20 cm), 9 pollici (23 cm) o 12 pollici (30 cm) ispirati a serie televisive, fumetti e film (soprattutto di fantascienza). Chiusi i battenti nel 1983, la Mego è diventata una delle ditte di giocattoli di maggiore interesse collezionistico, spingendo gli eredi dei fondatori, che ne detenevano i diritti, a concedere la licenza per la realizzazione di repro dei loro storici personaggi. Dopo 35 anni la Mego è tornata in attività nel 2018.

## Storia

### I primi anni
La Mego fu fondata nel 1954 da D. David Abrams e Madeline Abrams e prima del 1970 era nota principalmente per essere una produttrice di giocattoli e modellini di automobili per i dime store (negozi in cui la maggior parte dei prodotti hanno prezzi fissi e solitamente molto economici, da Dime, la moneta da 10 centesimi di dollaro).
Il nome Mego deriverebbe da una frase ripetuta dal figlio di David Abrams quando costui si allontanava da casa per lavoro per qualche giorno. In tali occasioni il bambino urlava "Me go too" ("vado anch'io", in inglese), da cui la contrazione "Mego".

### L'età d'oro
Nel 1971 la Mego introdusse sul mercato il personaggio di Action Jackson (Amico Jackson in Italia), pensato come concorrente del più noto e diffuso personaggio militaresco G.I. Joe che in quegli anni era stato modificato nel protagonista di avventure sportive e spionistiche a causa della Guerra del Vietnam, ma le vendite non andarono come sperato. Così la Mego decise di riutilizzare il corpo del personaggio, cambiando solamente la testa e gli abiti, e iniziò a produrre la serie World's Greatest Superheroes, incentrata su personaggi degli universi DC Comics e Marvel, primi tra cui Superman, Batman, Robin e Aquaman.
Nello stesso 1971 la Mego commercializza una action figure da 14" (35 cm) del celebre giocatore di football Joe Namath, disponibile in varie versioni, con la divisa sportiva e con abiti civili. Questa è la prima action figure prodotta dalla Mego con licenza ufficiale. Una volta risorta nel 2018, la casa di giocattoli nel 2019 ha prodotto all'interno della propria Wave Four una nuova action figure di Joe Namath da 8" (20 cm).
In seguito la compagnia decise di acquistare le licenze per produrre modelli ispirati ai film, programmi televisivi e fumetti più popolari del momento (per esempio Il pianeta delle scimmie, Star Trek), che divennero in poco tempo la loro linea di giocattoli principale. Tra i prodotti non legati ad una serie preesistente di grande successo vi fu anche la distribuzione negli USA dei Micronauti.
Uno dei segreti del successo della Mego era il risparmio garantito dal tipo di action figure usato in molti casi: i corpi erano uguali, prodotti in gran numero, e solo le teste e i costumi si differenziavano. Mego produsse i propri modelli in una scala da 8 pollici (poco più di 20 cm), che divenne lo standard per questo tipo di giocattoli negli anni 70.
La Mego fu anche la creatrice del packaging stile Kresge (Kresge era la catena di negozi per cui fu prodotto originariamente, successivamente chiamata Kmart), ora conosciuto come "Mego Bubble Card": questo tipo di imballo prevedeva la presenza di una "bolla" di plastica trasparente contenente l'action figure incollata sul cartone.

### Il declino
Nel 1976 David Abrams rifiutò un accordo per produrre giocattoli su licenza per il film Guerre stellari, allora di imminente uscita nelle sale. La licenza venne acquisita da un'azienda concorrente, la Kenner, che dopo il successo della trilogia vendette moltissime action figure e giocattoli ispirati a questa, decretando l'inizio del declino della Mego nel mercato.
Dopo l'occasione mancata con Guerre stellari, la Mego cercò di acquisire il numero maggiore di diritti per serie televisive e film che avevano possibilità di divenire dei grandi successi, sperando di seguire il successo della Kenner. Tra i diritti acquisiti ci furono quelli per King Kong, Agente 007 - Moonraker, Buck Rogers in the 25th Century, The Black Hole, Star Trek, Wonder Woman e Hazzard.
Uno dei più grandi successi della Mego di questo periodo furono le action figure del gruppo musicale dei Kiss. I modelli erano nel formato da 12 pollici e mezzo e rappresentavano Paul Stanley, Ace Frehley, Peter Criss e Gene Simmons (che aveva la testa modellata per permettegli di fare le linguacce) e furono commercializzati dall'agosto 1978.
La Mego produsse in questo periodo anche una linea di giocattoli originali composta da 36 action figure (32 della prima serie più 4 della seconda serie) da 6 pollici ispirate alla Seconda guerra mondiale, chiamata Combat Man (marchiati Lion Rock e non Mego) e poi "Johnny Action", anche questa pensata come possibile concorrente dei bambolotti G.I. Joe della Hasbro da 12 pollici, ma non ebbe il successo sperato. La serie fu diffusa anche al di fuori degli Stati Uniti tramite la controllata Lion Rock con nomi differenti: in Italia ne vennero commercializzate 32 come "Storia delle grandi battaglie", distribuite dalla Polistil; in Francia come "Il était une fois" distribuita con marchio Mego; in Germania Ovest ne vennero commercializzate 32 come "Gestern Wars", distribuite con marchio Lion Rock.
Alcuni degli stampi di questi modelli furono poi riutilizzati negli anni seguenti anche da altre aziende, spesso con variazioni dei particolari o dei gadget e della qualità delle plastiche.
Sfortunatamente né i Kiss né le altre linee di prodotti furono in grado di garantire alla Mego lo stesso successo avuto nel frattempo dalla Kenner con Guerre stellari, e nel 1982 l'azienda fu costretta a dichiarare bancarotta, cessando di esistere dall'anno seguente.

### Il ritorno
L'11 giugno 2018 la Mego Corporation annuncia il ritorno in attività. Tra le prime action figure prodotte, figurano i personaggi della saga di Star Trek, personaggi della DC Comics e della serie televisiva Strega per amore (I Dream of Jeannie), che saranno realizzate in tirature limitate da 10 000 esemplari. Il 10 giugno 2020 viene annunciata la realizzazione dell'action figure del personaggi di Ultraman, di cui saranno realizzate versioni da 8" e da 14".
Nel 2021 la Mego stipula un accordo con la storica rivale Hasbro per la produzione di action figure da 8" dei personaggi di G.I. Joe. I primi due personaggi realizzati sono i due ninja Snake Eyes e Storm Shadows, che usciranno nell'autunno 2021. Nell'agosto 2021 la Mego stringe un accordo con la Topps per la realizzazione di alcune action figure esclusive, che vengono in messe in vendita a partire dal 16 agosto solamente sul sito della Topps, per gli Stati Uniti e il Regno Unito. Vengono così realizzate due diverse action figure ogni settimana, disponibili solamente in quell'arco temporale, e successivamente fuori catalogo. Tra le figure commercializzate vi sono alcune versioni del superereoe della DC Comics Shazam; George Taylor e Zira dal film Il pianeta delle scimmie del 1968; Spock dal film Star Trek del 1979 e il Klingon Kor dalla serie classica; ecc.

## Collezionismo
Le action figure Mego sono molto ricercate dai collezionisti di giocattoli e possono raggiungere valutazioni di decine di migliaia di dollari.
A Wheeling, Virginia Occidentale, ogni anno a giugno i collezionisti di prodotti Mego si incontrano in una manifestazione chiamata Mego Met.

## Prodotti (parziale)

### Action figures
- Amico Jackson (Action Jackson).
 Si tratta di un personaggio maschile da 8 pollici (20 cm) con abiti intercambiabili, inizialmente ideato come concorrente del G.I. Joe della Hasbro e di poco precursore del Big Jim della Mattel. In Italia è stato distribuito come Amico Jackson dalla Baravelli.[3]
- Dinah-Mite.
 Figura femminile da 8 pollici (20 cm) e controparte femminile di Amico Jackson. Il corpo di Dinah-Mite servirà da standard per tutti i corpi femminili delle action figure da 8" successive.
- Doctor Who.
Linea di action figure con corpo da 9 pollici (23 cm) realizzate appositamente per l'Europa e comprendenti i personaggi della serie classica Doctor Who, con protagonista Tom Baker: il Quarto Dottore, la sua compagna Leela e il fido cane robot K-9. Come antagonisti vennero realizzati un Dalek, un Cyberman e il Giant Robot, antagonista della prima avventura in cui compare il Quarto Dottore, Robot, suddivisa nei primi quattro episodi della dodicesima stagione. Viene inoltre commercializzata anche una versione del TARDIS.
- Eagle Force
- Flash Gordon
- G.I. Joe.
 Nel 2021, in accordo con la Hasbro, vengono realizzate le action figure da 8" dei personaggi di Snake Eyes e Storm Shadows.[14]
- Heroes of the American West.
 Serie di personaggi celebri della storia del Far West da 8 pollici (20 cm), comprendente, tra gli altri, Buffalo Bill, Geronimo, Toro Seduto, Dave Crocket e altri.
- Heroes of World War II.
 Serie prodotta dalla sussidiaria Lion Rock, con personaggi di dimensione ridotta rispetto ai classici Mego (7" anziché 8"), con i corpi già utilizzati per i quattro personaggi adolescenti della serie Teen Titans[17], comprendente personaggi militari appartenenti ai vari eserciti coinvolti nella seconda guerra mondiale. In Italia la serie è stata distribuita parzialmente con il nome "Storia delle Grandi Battaglie" dalla Polistil.
- Horror
- Il mago di Oz (The Wizard of Oz).
 Nel 1975 viene realizzata la linea di action figure da 8" dei personaggi del film del 1939 Il mago di Oz diretto da Victor Fleming, con le fattezze degli attori del cast.[18] Vengono commercializzati Dorothy Gale, il Leone Codardo, l'Uomo di latta, lo Spaventapasseri, Glinda, la Strega dell'Ovest, il Mago, i Mastichini, più i playset della Città di Smeraldo, del paese dei Mastichini e del Castello della Strega dell'Ovest.[18] Oltre a ciò vengono anche commercializzate bambole di pezza di Dorothy e dei suoi tre amici.[18] Per il lancio della linea la Mego allestisce un evento al Waldorf-Astoria di New York con presenti gli attori del cast superstiti, tra cui Margaret Hamilton.[18]
- Planet of the Apes (POTA).
- Joe Namath.
 Nel 1971 la Mego commercializza un'action figure da 14 pollici (36 cm) del celebre giocatore di football Joe Namath, disponibile in varie versioni, con la divisa sportiva e con abiti civili.[5][6][7]
- Logan's Run
- Mad Monsters.
 Serie di quattro action figure di 8" rappresentanti i classici mostri della letteratura e del cinema horror: Dracula, Frankenstein, l'uomo lupo e La mummia. Si tratta dei mostri protagonisti anche della serie di film Horror classici della Universal, ma la Mego non deteneva i diritti di riproduzione dei personaggi, perciò creò i quattro grandi mostri più celebri, in uno stile personale, che non si rifaceva alle icone Universal. In tempi recenti, tali mostri nella versione Universal, sono stati immessi sul mercato invece dalla EMCE, casa produttrice di action figure sullo stile Mego, quando non di vere e proprie riproduzioni.
- Micronauti (Micronauts).
 Linea fantascientifica di action figures di diverse dimensioni, alcuni con snodi magnetici. In Italia la linea era distribuita dalla GiG.
- Kiss.
 Serie di quattro personaggi di 8" raffiguranti i quattro componenti del gruppo musicale glam rock Kiss: Gene Simmons, Paul Stanley, Ace Frehley e Peter Criss.
- One Million Years B.C
- Robin Hood & the Merry Men.
 Linea di 4 action figure da 8 pollici (20 cm) comprendente i personaggi della mitologica saga di Robin Hood: Robin Hood, Little John, Fra Tuck e Will Scarlett.[19]
- Star Trek.
 Personaggi della serie classica sono oggetto della linea omonima realizzata a partire dal 1974, dapprima con i corpi di tipo I e in seguito con i corpi di tipo II da 8 pollici (20 cm). Vengono realizzati i personaggi principali della plancia dell'Enterprise: Kirk, Spock, McCoy, Uhura, Scotty, più svariati alieni rivati o alleati, tra cui Klingon, Romulani, Andoriani, Gorn, Mugatu, Vampiro di Sale, ecc.[20] Vengono inoltre realizzati playset e altro materiale, come ad esempio la plancia dell'Enterprise o il teletrasporto.[20] Nel 1979, con l'uscita del film Star Trek - The Motion Picture, vengono inoltre realizzati nuovi personaggi da 12 pollici (30 cm) e da 3 pollici (7,6 cm) e 1/4", con le nuove uniformi presenti nel film, compresi numerosi alieni.[21]
Con la risorta Mego, dal 2018 vengono realizzate numerose nuove versioni dei personaggi di Star Trek in versione 8 pollici (20 cm) e 14 pollici (36 cm). Vengono realizzate riproduzioni aggiornate delle classiche figure degli anni settanta della serie classica, con le armi di color celeste come nella prima versione, nuove versioni con armi più fedeli a quelle viste nella serie, di color nero e argento, con numerose versioni delle uniformi, nuove versioni degli alieni e di altri personaggi non prodotti negli anni settanta, comprese le versioni di Kirk, Spock, Uhura e Sulu nella versione della realtà alternativa dell'universo dello specchio. Vengono inoltre realizzati i personaggi da 8" di Kirk, Spock e Khan dal film Star Trek II - L'ira di Khan. Vengono poi realizzati i personaggi da 8" di Jean-Luc Picard (anche nella versione Locutus di Borg), Data, William Riker e Q della serie Star Trek: The Next Generation e i quelli di Michael Burnham, Saru e Christopher Pike della serie Star Trek: Discovery.
- Super Knights.
 Serie di personaggi mitologici della storia medievale, ivi compresi Re Artù e i Cavalieri della tavola rotonda.
- Super Pirates.
- Television Favorites.
 Linea di action figure da 8 pollici (20 cm) comprendente svariate serie ispirate a serie televisive, tra cui: Happy Days, CHiPs, Starsky & Hutch, Hazzard, ecc.
- Tex Willer.
 Linea di action figure da 8 pollici (20 cm), prodotte solo con corpo tipo 1, realizzata espressamente per l'Italia e ritraente i personaggi di Tex Willer, Kit Willer, Tiger Jack e Kit Carson, riutilizzando e ridipingendo rispettivamente le teste di Bruce Wayne della serie World Greatest Superheroes; de l'Astronauta della serie Platents of the Apes; di Cochise e di Buffalo Bill della serie Heroes of the American West.[22] Di questa serie, una delle più ricercate dai collezionisti, ne sono stati realizzati dei repro, ma con corpo tipo 2, sia dalla EMCE Toys che dalla Figures Toy Company/Classic TV Toys.
- The Black Hole
- Willy Wonka.
 Nel 2020 viene realizzata l'action figure da 8" di Willy Wonka con le fattezze di Gene Wilder, come appare nel film Willy Wonka e la fabbrica di cioccolato.
- World Greatest Super Heroes (WGSH).
È la serie più celebre della Mego, nata per riutilizzare il corpo di Action Jackson dismesso dalla produzione e composta da vari supereroi degli universi DC Comics e Marvel. Di questa serie vengono prodotti numerosi personaggi in formato 8 pollici (20 cm) e 12 pollici (30 cm), tra cui: Superman, Batman e Robin e numerosi villain (Joker, Enigmista, Pinguino e Catwoman), l'Uomo Ragno e Tarzan, a cui si sono successivamente affiancati molti altri personaggi, comprese le Supergals: Wonder Woman, Batgirl, Supergirl, e Isis.[4] Nel 2018 la Mego torna a produrre action figure da 8" e da 14" dei soli personaggi DC Comics, non avendo più la licenza per produrre i personaggi Marvel. Tra i tanti vengono realizzati nuovi Superman, Wonder Woman, Batman e Robin (e i vari villain), Flash, ecc.
- Young Frankenstein.
 Nel 2021 vengono realizzate le action figure da 8" dei personaggi di Igor (Marty Feldman) e Frederick von Frankenstein (Gene Wilder) del film Frankenstein Junior.

### Minix
Nell'autunno 2022 la casa di giocattoli statunitense annuncia una nuova linea di mini figure da 4,75" (circa 12 cm), chiamata Minix, in cui verranno commercializzati personaggi tratti da film, serie televisive e altro, tra cui: Stranger Things (Undici, Hopper, Will, Mike, Dustin, Lucas, Max); The Witcher (Geralt, Ciri, Yennefer, Jaskier); Squid Game (The Front man, Circle Mask, Masked Guard, Masked Soldier); La casa di carta (Tokio, Berlin, Helsinki); Rocky (Rocky Balboa, Apollo Creed); i Kiss (The Starchild, The Demon); Mercoledì (Mercoledì Addams, Morticia Addams).

## Riproduzioni e imitazioni (parziale)
Lo stile delle action figure Mego, ricordate e apprezzate non solo dai nostalgici, ha influenzato una moltitudine di altri giocattoli similari. Molte sono le ditte che ne hanno imitato lo stile o ne hanno realizzato delle riproduzioni.
- Nel 1980 l'azienda statunitense Remco, anch'essa, come la Mego, inizialmente produttrice di giocattoli destinati ai cosiddetti dime store, produce una linea di mostri denominata Universal Monster, con licenza ufficiale della Universal per realizzare personaggi ispirati agli mostri della Universal.[24] La linea prevede figure da 9 pollici (23 cm), quindi leggermente più grandi rispetto ai classici Mego da 8 pollici (20 cm), dei personaggi: l'Uomo Lupo, La Mummia, Dracula, il Gill-Man de Il mostro della laguna nera, il Mostro di Frankenstein e Il fantasma dell'Opera.[24] Le teste vengono realizzate dallo scultore Ken Sheller, che aveva già lavorato in precedenza con la Mego.[24] Oltre ai personaggi, viene prodotto anche un dispositivo chiamato The Monsterizer, basato sul tavolo sul quale viene creato il mostro di Frankenstein nei film.[24] Nel 1981 la Remco introduce anche figure da 3,75 pollici (9,5 cm).[24] Oltre alla linea di mostri, che è la più nota proprio perché realizzata su licenza Universal, si affiancano anche altre linee di questi personaggi più piccoli che raffigurano i classici eroi DC Comics e Marvel della Silver Age, tra cui Spider-Man,[25][26] Batman e Superman,[27] Capitan America e Hulk[28].
- Nel 2005 la Classic TV Toys[29], marchio della Figures Toy Company,[30] ha iniziato a produrre action figure da 8 pollici molto simili come design a quelle della Mego. Tra le linee di giocattoli proposte da entrambi i marchi vi sono repliche dei prodotti Mego Mad Monsters, Merry Men, Western Heroes e Super Pirates, Happy Days, Sposati... con figli, dei Kiss, dei supereroi DC Comics, di Tarzan, di Evel Knievel e del wrestler André the Giant. Con ambiedue i marchi vengono prodotte anche action figure ispirate ai personaggi dei programmi televisivi di propria concezione, tra cui i Munsters o i personaggi protagonisti della serie televisiva live action Batman degli anni sessanta, interpretata da Adam West e Burt Ward. Altre figure riproducono i presidenti degli Stati Uniti d'America, Babbo Natale o Gesù.
- La EMCE Toys[31] ha commercializzato varie serie di fedeli riproduzioni di classiche serie della Mego, quale soprattutto la serie ispirata a Star Trek. Ha inoltre prodotto molte altre action figure sullo stile Mego, quali ad esempio i mostri della Universal, compresi i quattro personaggi già prodotti nella serie Mad Monsters (Dracula, Frankenstein, l'uomo lupo e La mummia) più altri quali ad esempio il gill-man de Il mostro della laguna nera e l'alieno insettoide della space opera Cittadino dello spazio. Non si tratta in questo di riproduzioni dei giocattoli già prodotti dalla Mego negli anni settanta, ma di nuove figure, ispirate direttamente ai personaggi apparsi nei classici della Universal, con licenza ufficiale per la riproduzione.
- Nel 2010 la Mattel, in collaborazione con la EMCE Toys e sotto la diretta supervisione di Paul Clarke e Joe Sena, ha realizzato la linea di action figure da 8 pollici (20 cm) Retro-Action DC Superheroes, comprendente i classici supereroi DC Comics, quali ad esempio Superman, Batman, Aquaman, Lanterna Verde, e alcuni loro storici avversari, precedentemente non realizzati dalla Mego, quali ad esempio Black Manta o Due Facce.[32] La linea della Mattel è palesemente ispirata ai supereroi della linea World's Greatest Superheroes della Mego degli anni settanta, ma con teste e costumi che differivano in modo evidente dagli originali Mego.[32]
- Della serie televisiva The Big Bang Theory, sotto marchio Bif Bang Pow! sono state prodotte le action figure da 8" dei protagonisti della serie in varie edizioni[33], omaggio al contempo della Mego e parte dell'ampio fenomeno denominato re-Mego o Mego like, che vede al giorno d'oggi all'attivo molte case di giocattoli realizzare prodotti similari ai classici Mego.

## Influenze nella cultura
- Molte delle action figure della Mego, soprattutto quelle dedicate ai supereroi, vengono impiegate nella striscia umoristica Twisted ToyFare Theatre, nel mensile ToyFare, edito dalla Wizard Entertainment (lo stesso editore di Wizard).
- Il personaggio di Spock, della serie di Star Trek della Mego, è al centro delle vicende del ventesimo episodio della quinta stagione di The Big Bang Theory, Il malfunzionamento del teletrasporto.